# 4943 Lac d'Orient
4943 Lac d'Orient este un asteroid din centura principală, descoperit pe 27 iulie 1987 de Eric Elst.